# Erika Keck
Erika Keck, geb. Schmidt, (* 10. September 1900 in Rosenberg in Westpreußen; † 8. Oktober 1990 in Würselen) war eine deutsche Kommunalpolitikerin der CDU.
Keck war Ärztin von Beruf. 1945 gehörte sie zu den Mitbegründern der CDU in Ahrensburg. Seit Ernennung der ersten Stadtvertretung durch die Besatzungsmacht gehörte sie dem Stadtrat an. Dieser wählte sie 1948 zur Bürgermeisterin von Ahrensburg. Erika Keck war damit die erste bundesdeutsche Bürgermeisterin. Seit 1950 war sie als Bürgervorsteherin Präsidentin des Stadtrates (bis 1951). Sie war auch Mitglied des Kreistages von Stormarn und wurde von diesem als erste Frau in Schleswig-Holstein 1951 zur Kreispräsidentin gewählt (bis 1955). Schwerpunkt ihrer Tätigkeit war die Schul- und die Gesundheitspolitik. 
Nach Erika Keck ist die Erika-Keck-Straße in Ahrensburg benannt.